# Élection présidentielle française de 1932
Une élection présidentielle se tient en France le 10 mai 1932 afin d'élire le président de la République à la suite de l'assassinat du président Paul Doumer. Elle voit la victoire du président du Sénat, Albert Lebrun (Alliance démocratique, centre-droit).

## Contexte
Le 6 mai 1932, l'assassinat du président Doumer par un exalté russe provoque une vive émotion en France.
En tant que président du Sénat, Albert Lebrun fixe la date de réunion de l'Assemblée nationale, qu'il va présider, au 10 mai 1932, afin de permettre aux parlementaires de regagner Versailles. C'est deux jours après le second tour des élections législatives, alors que la nouvelle Chambre de gauche n'a pas encore pris ses fonctions, que se déroule l'élection présidentielle. C'est donc le Sénat et une assemblée de droite, élue sous les auspices de Poincaré en 1928, qui choisit le nouveau chef de l'État.

## Résultats
Comme lors des élections précédentes, le nom de Paul Painlevé est évoqué, mais celui-ci décide de retirer sa candidature. Ainsi, personne ne s’étonne lorsque, le fait tendant désormais tenir de la tradition, le président du Sénat, Albert Lebrun, est élu.
| Candidat                 | Candidat                 | Partis                   | Premier tour | Premier tour |
| Candidat                 | Candidat                 | Partis                   | Voix         | %            |
| ------------------------ | ------------------------ | ------------------------ | ------------ | ------------ |
|                          | Albert Lebrun            | PRDS                     | 633          | 81,47        |
|                          | Paul Faure               | SFIO                     | 114          | 14,67        |
|                          | Paul Painlevé            | PRS                      | 12           | 1,54         |
|                          | Marcel Cachin            | SFIC                     | 8            | 1,03         |
|                          | Autres candidats         | Autres candidats         | 10           | 1,29         |
|                          |                          |                          |              |              |
| Votes valides            | Votes valides            | Votes valides            | 777          | 94,07        |
| Votes blancs et nuls     | Votes blancs et nuls     | Votes blancs et nuls     | 49           | 5,93         |
| Total                    | Total                    | Total                    | 826          | 100          |
| Abstention               | Abstention               | Abstention               | ?            |              |
| Inscrits / participation | Inscrits / participation | Inscrits / participation | ?            |              |